# Leg End
Leg End – pierwszy album progresywnej i awangardowej brytyjskiej grupy Henry Cow należącej do tzw. sceny Canterbury.

## Odbiór
W recenzji dla AllMusic Mike DeGagne określił Leg End jako „intensywną muzyczną podróż”, która zawiera skomplikowany, ale interesujący rock progresywny. Zauważył, że choć „eklektyczne, awangardowe ruchy jazzowe” wydają się pozbawione kierunku, przy uważniejszym słuchaniu ujawniają „pierwszorzędną instrumentalną fuzję”, chociaż – jak dodał DeGagne – „momentami zbyt abstrakcyjną”.
Dziennikarz muzyczny Robert Christgau stwierdził, że muzyka na albumie została skomponowana z myślą o pobudzaniu improwizacji, jest „bardziej elastyczna” niż twórczość King Crimson i „bardziej rygorystycznie przemyślana” niż muzyka Soft Machine. Dodał też, że – jak to często bywa przy takim podejściu – „nie wszystko się sprawdza”, ale „tych kilku tekstów, które się pojawiają, da się słuchać bez obrzydzenia”.

## Lista utworów
Album zawiera utwory:
| 1. | Nirvana for Mice (Fred Frith)                                       | 4:56  |
|    |                                                                     |       |
| 2. | Amygdala (Tim Hodkginson)                                           | 6:57  |
|    |                                                                     |       |
| 3. | Teenbeat Introduction (Henry Cow)                                   | 4:32  |
|    |                                                                     |       |
| 4. | Teenbeat (Fred Frith/John Greaves)                                  | 6:47  |
|    |                                                                     |       |
| 5. | Extract from "With the Yellow Half-Moon and Blue Star" (Fred Frith) | 3:38  |
|    |                                                                     |       |
| 6. | Teenbeat Reprise (Fred Frith)                                       | 5:04  |
|    |                                                                     |       |
| 7. | The Tenth Chaffinch (Henry Cow)                                     | 6:03  |
|    |                                                                     |       |
| 8. | Nine Funerals of the Citizen King (Tim Hodgkinson)                  | 5:29  |
|    |                                                                     |       |
|    |                                                                     | 43:26 |
|    |                                                                     |       |

## Twórcy
Twórcami albumu są:
- Chris Cutler – perkusja, pianino, gwizdek, wokal
- Fred Frith – gitary, skrzypce, altówka, pianino, wokal
- John Greaves – gitara basowa, pianino, gwizdek, wokal
- Tim Hodgkinson – organy, pianino, saksofon altowy, klarnet, wokal
- Geoff Leigh – saksofony, flet, klarnet, flet prosty, wokal
- Sarah Greaves, Maggie Thomas, Cathy Williams – partia wokalna w Teenbeat
- Jeremy Baines – pixiphone w Yellow Half Moon
- Ray Smith – projekt okładki
- Tom Greasy Patches Newman – inżynier dźwięku
- Mike Oldfield – inżynier dźwięku (utwór "Nirvana for Mice")
- Chris Cutler – tekst wkładki
- Henry Cow – produkcja